# Andorra Challenger 2003
L'Andorra Challenger 2003 è stato un torneo di tennis facente parte della categoria ATP Challenger Series nell'ambito dell'ATP Challenger Series 2003. Il torneo si è giocato a Andorra in Andorra dal 23 al 28 giugno 2003 su campi in cemento.

## Vincitori

### Singolare
Grégory Carraz ha battuto in finale  Wang Yeu-tzuoo 6-2, 6-3

### Doppio
Rik De Voest /  Tuomas Ketola hanno battuto in finale  Ricardo Mello /  Alexandre Simoni 6-4, 3-6, 6-4